# Танака, Ао
Ао Танака (яп. 田中 碧; 10 сентября 1998, Кавасаки) — японский футболист, полузащитник английского клуба «Лидс Юнайтед» и сборной Японии.

## Биография

### Клубная карьера
Воспитанник клуба «Кавасаки Фронтале», в котором и начал профессиональную карьеру. Дебютировал в чемпионате Японии в 2018 году и в свой дебютный сезон стал победителем Джей-лиги. В сезоне 2019 Танака был признан лучшим новичком лиги. В сезоне 2020 «Кавасаки Фронтале» снова стал чемпионом Японии, а сам Танака вошёл в символическую сборную Джей-лиги 2020. Сезон 2021/22 игрок провёл в аренде в клубе второй немецкой Бундеслиги «Фортуна» Дюссельдорф, с которым после окончания аренды подписал полноценный контракт.
Проведя в сумме около 100 матчей во всех турнирах за «Фортуну», 30 августа 2024 года перешел в английский «Лидс Юнайтед», заключив контракт на 4 года. Дебютировал за команду Даниеля Фарке в Чемпионшипе уже на следующий день, выйдя на замену на заключительных минутах встречи с «Халл Сити» (2:0).

### Карьера в сборной
Участник юношеского чемпионата Азии 2014 (до 16 лет) и молодёжного чемпионата Азии (до 23 лет).
В 2021 году в составе Олимпийской сборной Японии принимал участие в домашних для Японии Олимпийских играх 2020, на которых сыграл во всех 6 матчах и занял со сборной четвёртое место.
За основную сборную Японии дебютировал в декабре 2019 года в рамках чемпионата Восточной Азии, на котором сыграл в двух матчах и выиграл серебряные медали. В следующий раз был вызван в сборную в октябре 2021 года на отборочные матчи чемпионата мира 2022 и отметился забитым голом в ворота Австралии. В 2022 году Танака вошёл в заявку сборной Японии на финальный этап чемпионата мира в Катаре. Он принял участие в двух матчах группового этапа против Германии (2:1) и Испании (2:1). В матче 3-го тура против Испании Танака стал автором победного гола, что позволило Японии занять первое место в группе, а сам Танака был признан лучшим игроком матча.
| 1 | 12 октября 2021 | Австралия | 2:1 | 1 | квалификация ЧМ-2022 |
| 2 | 2 июня 2022     | Парагвай  | 4:1 | 1 | товарищеский матч    |
| 3 | 1 декабря 2022  | Испания   | 2:1 | 1 | чемпионат мира 2022  |
| 4 | 9 сентября 2023 | Германия  | 4:1 | 1 | товарищеский матч    |
| 5 | 13 октября 2023 | Канада    | 4:1 | 2 | товарищеский матч    |
| 6 | 1 января 2024   | Таиланд   | 5:0 | 1 | товарищеский матч    |
| 7 | 21 марта 2024   | КНДР      | 1:0 | 1 | квалификация ЧМ-2022 |

## Личная жизнь
По состоянию на декабрь 2022 года встречался с Айри Судзуки, бывшей участницей японской идол-группы Cute.

## Достижения

### Командные
«Кавасаки Фронтале»
- Чемпион Японии: 2018, 2020
- Обладатель Кубка Императора: 2020
- Обладатель Кубка Джей-лиги: 2019
- Обладатель Суперкубка Японии: 2019, 2021

«Лидс Юнайтед»
- Победитель Чемпионшипа Английской футбольной лиги: 2024/25

Сборная Японии
- Серебряный призёр чемпионата Восточной Азии: 2019

### Личные
- Лучший новичок Джей-лиги[англ.]: 2019